# Canon EOS 50D
Canon EOS 50D är en digital systemkamera. Den introducerades av Canon 26 augusti 2008 och är tillgänglig sedan september 2008. Det är en uppföljare till Canon EOS 40D. Några av förbättringarna jämfört med 40D är:
- 15,1 megapixel (upp från 10,1)
- Digic IV-processor.
- ISO 100–3 200, möjlighet upp till maximalt 12 800
- Förbättrad autofokus
- HDMI-utgång
- En bättre och klarare skärm